# Carmen Gavrilă
Carmen Gavrilă este o jurnalistă română. Este specializată pe spațiul islamic, în Orientul Mijlociu, extins de la Liban până la Pakistan, Afganistan și Asia Centrală.
Este unul din puținii vorbitori de limbă farsi (persană) din România și este singurul jurnalist român care a acoperit, de la fața locului, alegerile prezidențiale din 2005 din Iran și revoltele de stradă care au urmat scrutinului.
Carmen Gavrilă a fost corespondent Radio România și în Fâșia Gaza, Afganistan.
Când nu acoperă spațiul islamic, Carmen Gavrilă este corespondent de politică externă al Radio România și abordează teme din domeniul afacerilor europene și de diplomație română.